# BNO-10-05 – Mentális és viselkedészavarok
 A BNO-kódrendszer hivatalos nemzetközi forrása az Egészségügyi Világszervezet (WHO) honlapja; az ÁEEK által finanszírozott egészségügyi ellátások tekintetében az aeek.hu az irányadó!
Az alábbi hierarchia a nyomtatott magyar kiadásnak (BNO-10, 1995) felel meg.

## Organikus és szimptomatikus mentális zavarok (F00-F09)
- F00 Dementia Alzheimer-betegségben
  - F00.0 Dementia Alzheimer-betegségben, korai kezdettel
  - F00.1 Dementia Alzheimer betegségben, késői kezdettel
  - F00.2 Dementia Alzheimer-betegségben, atípusos, vagy kevert formájú
  - F00.9 Nem meghatározott dementia Alzheimer-betegségben
- F01 Vasculáris dementia
  - F01.0 Vasculáris dementia akut kezdettel
  - F01.1 Multi-infarktusos dementia
  - F01.2 Subcorticális vasculáris dementia
  - F01.3 Kevert, subcorticális és corticális vasculáris dementia
  - F01.8 Egyéb vasculáris dementia
  - F01.9 Nem meghatározott vasculáris dementia
- F02 Dementia egyéb máshová osztályozott betegségekben
  - F02.0 Dementia Pick betegségben
  - F02.1 Dementia Creutzfeldt-Jakob-betegségben
  - F02.2 Dementia Huntington-betegségben
  - F02.3 Dementia Parkinson-kórban
  - F02.4 Dementia HIV-megbetegedésben
  - F02.8 Dementia máshol osztályozott betegségben
- F03 Nem meghatározott dementia
- F04 Organikus amnéziás szindróma, melyet nem alkohol vagy más pszichoaktív szer okozott
- F05 Delírium, melyet nem alkohol vagy más pszichoaktív szer okozott
  - F05.0 Nem dementiához társuló delírium
  - F05.1 Dementiához társuló delírium
  - F05.8 Egyéb delírium
  - F05.9 Nem meghatározott delírium
- F06 Egyéb mentális rendellenességek, amelyeket agyi károsodás és diszfunkció, vagy testi megbetegedés okozott
  - F06.0 Organikus hallucinózis
  - F06.1 Organikus katatónia
  - F06.2 Organikus paranoid (deluzív) [schizofrénia-szerű] zavar
  - F06.3 Organikus hangulat- (affektív) zavarok
  - F06.4 Organikus szorongás zavar
  - F06.5 Organikus disszociatív zavar
  - F06.6 Organikus emocionális labilitás (asthenia)
  - F06.7 Enyhe kognitív zavar
  - F06.8 Egyéb meghatározott mentális zavar, amit agykárosodás és diszfunkció, valamint szervi betegség okozott
  - F06.9 Nem meghatározott mentális zavar amit agykárosodás és diszfunkció, valamint szervi megbetegedés okozott
- F07 Agyi betegség, károsodás és diszfunkció által okozott személyiség- és viselkedészavarok
  - F07.0 Organikus személyiségzavar
  - F07.1 Postencephalitises szindróma
  - F07.2 Post-commotiós szindróma
  - F07.8 Egyéb meghatározott személyiség- és viselkedészavar, amit a központi idegrendszer működészavara, sérülése és betegsége okozott.
  - F07.9 Nem meghatározott személyiség- és viselkedészavar, amit a központi idegrendszer működészavara, sérülése és betegsége okozott.
- F09 Nem meghatározott organikus vagy szimptomatikus mentális rendellenesség

## Pszichoaktív szer használata által okozott mentális és viselkedészavarok (F10-F19)
- F10 Alkohol okozta mentális- és viselkedészavarok
  - F10.0 Alkohol okozta akut mérgezés (intoxikáció)
  - F10.1 Alkohol okozta káros használat (abúzus)
  - F10.2 Alkohol okozta dependencia (szindróma)
  - F10.3 Alkohol okozta megvonási szindróma
  - F10.4 Alkohol okozta megvonási szindróma delíriummal
  - F10.5 Alkohol okozta pszichotikus zavar
  - F10.6 Alkohol okozta amnesztikus szindróma
  - F10.7 Alkohol okozta reziduális és késői (kezdetű) pszichotikus zavar
  - F10.8 Alkohol okozta egyéb mentális és viselkedészavarok
  - F10.9 Alkohol okozta nem meghatározott mentális vagy viselkedészavarok
- F11 Opiátok használata okozta mentális- és viselkedészavarok
  - F11.0 Opiátok használata okozta akut intoxikáció
  - F11.1 Opiátok használata okozta káros használat (abúzus)
  - F11.2 Opiátok használata okozta dependencia (szindróma)
  - F11.3 Opiátok használata okozta megvonási szindróma
  - F11.4 Opiátok használata okozta megvonási szindróma delíriummal
  - F11.5 Opiátok használata okozta pszichotikus zavar
  - F11.6 Opiátok használata okozta amnesztikus szindróma
  - F11.7 Opiátok használata okozta reziduális és késői (kezdetű) pszichotikus zavar
  - F11.8 Opiátok használata okozta egyéb mentális és viselkedészavarok
  - F11.9 Opiátok használata okozta nem meghatározott mentális vagy viselkedészavarok
- F12 Cannabis és származékai által okozott mentális- és viselkedészavarok
  - F12.0 Cannabis és származékai által okozott akut intoxikáció
  - F12.1 Cannabis és származékai által okozott káros használat (abúzus)
  - F12.2 Cannabis és származékai által okozott dependencia (szindróma)
  - F12.3 Cannabis és származékai által okozott megvonási szindróma
  - F12.4 Cannabis és származékai által okozott megvonási szindróma delíriummal
  - F12.5 Cannabis és származékai által okozott pszichotikus zavar
  - F12.6 Cannabis és származékai által okozott amnesztikus szindróma
  - F12.7 Cannabis és származékai által okozott reziduális és késői (kezdetű) pszichotikus zavar
  - F12.8 Cannabis és származékai által okozott egyéb mentális és viselkedészavarok
  - F12.9 Cannabis és származékai által okozott nem meghatározott mentális vagy viselkedészavarok
- F13 Nyugtatók és altatók használata által okozott mentális- és viselkedészavarok
  - F13.0 Nyugtatók és altatók használata által okozott akut intoxikáció
  - F13.1 Nyugtatók és altatók használata által okozott káros használat (abúzus)
  - F13.2 Nyugtatók és altatók használata által okozott dependencia (szindróma)
  - F13.3 Nyugtatók és altatók használata által okozott megvonási szindróma
  - F13.4 Nyugtatók és altatók használata által okozott megvonási szindróma delíriummal
  - F13.5 Nyugtatók és altatók használata által okozott pszichotikus zavar
  - F13.6 Nyugtatók és altatók használata által okozott amnesztikus szindróma
  - F13.7 Nyugtatók és altatók használata által okozott reziduális és késői (kezdetű) pszichotikus zavar
  - F13.8 Nyugtatók és altatók használata által okozott egyéb mentális és viselkedészavarok
  - F13.9 Nyugtatók és altatók használata által okozott nem meghatározott mentális vagy viselkedészavarok
- F14 Kokain használata által okozott mentális- és viselkedészavarok
  - F14.0 Kokain használata által okozott akut intoxikáció
  - F14.1 Kokain használata által okozott káros használat (abúzus)
  - F14.2 Kokain használata által okozott dependencia (szindróma)
  - F14.3 Kokain használata által okozott megvonási szindróma
  - F14.4 Kokain használata által okozott megvonási szindróma delíriummal
  - F14.5 Kokain használata által okozott pszichotikus zavar
  - F14.6 Kokain használata által okozott amnesztikus szindróma
  - F14.7 Kokain használata által okozott reziduális és késői (kezdetű) pszichotikus zavar
  - F14.8 Kokain használata által okozott egyéb mentális és viselkedészavarok
  - F14.9 Kokain használata által okozott nem meghatározott mentális vagy viselkedészavarok
- F15 Egyéb stimulánsok használata által okozott mentális és viselkedészavarok beleértve a koffeint
  - F15.0 Egyéb stimulánsok használata által okozott akut intoxikáció
  - F15.1 Egyéb stimulánsok használata által okozott káros használat (abúzus)
  - F15.2 Egyéb stimulánsok használata által okozott dependencia (szindróma)
  - F15.3 Egyéb stimulánsok használata által okozott megvonási szindróma
  - F15.4 Egyéb stimulánsok használata által okozott megvonási szindróma delíriummal
  - F15.5 Egyéb stimulánsok használata által okozott pszichotikus zavar
  - F15.6 Egyéb stimulánsok használata által okozott amnesztikus szindróma
  - F15.7 Egyéb stimulánsok használata által okozott reziduális és késői (kezdetű) pszichotikus zavar
  - F15.8 Egyéb stimulánsok használata által okozott egyéb mentális és viselkedészavarok
  - F15.9 Egyéb stimulánsok használata által okozott nem meghatározott mentális vagy viselkedészavarok
- F16 Hallucinogének használata által okozott mentális - és viselkedészavarok
  - F16.0 Hallucinogének használata által okozott akut intoxikáció
  - F16.1 Hallucinogének használata által okozott káros használat (abúzus)
  - F16.2 Hallucinogének használata által okozott dependencia (szindróma)
  - F16.3 Hallucinogének használata által okozott megvonási szindróma
  - F16.4 Hallucinogének használata által okozott megvonási szindróma delíriummal
  - F16.5 Hallucinogének használata által okozott pszichotikus zavar
  - F16.6 Hallucinogének használata által okozott amnesztikus szindróma
  - F16.7 Hallucinogének használata által okozott reziduális és késői (kezdetű) pszichotikus zavar
  - F16.8 Hallucinogének használata által okozott egyéb mentális és viselkedészavarok
  - F16.9 Hallucinogének használata által okozott nem meghatározott mentális vagy viselkedészavarok
- F17 Dohányzás okozta mentális- és viselkedészavarok
  - F17.0 Dohányzás okozta akut intoxikáció
  - F17.1 Dohányzás okozta káros használat (abúzus)
  - F17.2 Dohányzás okozta dependencia (szindróma)
  - F17.3 Dohányzás okozta megvonási szindróma
  - F17.4 Dohányzás okozta megvonási szindróma delíriummal
  - F17.5 Dohányzás okozta pszichotikus zavar
  - F17.6 Dohányzás okozta amnesztikus szindróma
  - F17.7 Dohányzás okozta reziduális és késői (kezdetű) pszichotikus zavar
  - F17.8 Dohányzás okozta egyéb mentális és viselkedészavarok
  - F17.9 Dohányzás okozta nem meghatározott mentális vagy viselkedészavarok
- F18 Illékony oldószerek (spray) okozta mentális- és viselkedészavarok
  - F18.0 Illékony oldószerek (spray) okozta akut intoxikáció
  - F18.1 Illékony oldószerek (spray) okozta káros használat (abúzus)
  - F18.2 Illékony oldószerek (spray) okozta dependencia (szindróma)
  - F18.3 Illékony oldószerek (spray) okozta megvonási szindróma
  - F18.4 Illékony oldószerek (spray) okozta megvonási szindróma delíriummal
  - F18.5 Illékony oldószerek (spray) okozta pszichotikus zavar
  - F18.6 Illékony oldószerek (spray) okozta amnesztikus szindróma
  - F18.7 Illékony oldószerek (spray) okozta reziduális és késői (kezdetű) pszichotikus zavar
  - F18.8 Illékony oldószerek (spray) okozta egyéb mentális és viselkedészavarok
  - F18.9 Illékony oldószerek (spray) okozta nem meghatározott mentális vagy viselkedészavarok
- F19 Többféle drog és egyéb pszichoaktív anyagok használata által okozott mentális- és viselkedészavarok
  - F19.0 Többféle drog és egyéb pszichoaktív anyagok használata által okozott akut intoxikáció
  - F19.1 Többféle drog és egyéb pszichoaktív anyagok használata által okozott káros használat (abúzus)
  - F19.2 Többféle drog és egyéb pszichoaktív anyagok használata által okozott dependencia (szindróma)
  - F19.3 Többféle drog és egyéb pszichoaktív anyagok használata által okozott megvonási szindróma
  - F19.4 Többféle drog és egyéb pszichoaktív anyagok használata által okozott megvonási szindróma delíriummal
  - F19.5 Többféle drog és egyéb pszichoaktív anyagok használata által okozott pszichotikus zavar
  - F19.6 Többféle drog és egyéb pszichoaktív anyagok használata által okozott amnesztikus szindróma
  - F19.7 Többféle drog és egyéb pszichoaktív anyagok használata által okozott reziduális és késői (kezdetű) pszichotikus zavar
  - F19.8 Többféle drog és egyéb pszichoaktív anyagok használata által okozott egyéb mentális és viselkedészavarok
  - F19.9 Többféle drog és egyéb pszichoaktív anyagok használata által okozott nem meghatározott mentális vagy viselkedészavarok

## Schizofrénia, schizotípiás és paranoid (deluzív) rendellenességek (F20-F29)
- F20 Schizofrénia
  - F20.0 Paranoid schizofrénia
  - F20.1 Hebephrenia
  - F20.2 Kataton schizofrénia
  - F20.3 Nem differenciálható schizofrénia
  - F20.4 Schizofrénia utáni depresszió
  - F20.5 Reziduális schizofrénia
  - F20.6 Schizofrénia simplex (Egyszerű schizofrénia)
  - F20.8 Egyéb schizofrénia
  - F20.9 Nem meghatározott schizofrénia
- F21 Schizotípiás rendellenesség (DSM-5-ben a személyiségzavarok között)
- F22 Perzisztáló deluzionális rendellenességek
  - F22.0 Paranoid (deluzív) zavar
  - F22.8 Egyéb tartós paranoid (deluzív) zavar
  - F22.9 Nem meghatározott tartós paranoid (deluzív) zavar
- F23 Akut és átmeneti pszichotikus rendellenességek
  - F23.0 Akut polimorf pszichotikus zavar (schizofrénia tünetei nélkül)
  - F23.1 Akut polimorf pszichotikus zavar schizofrénia tüneteivel
  - F23.2 Akut schizofreniform pszichózis (pszichotikus zavar)
  - F23.3 Egyéb akut, döntően paranoid (deluzív) pszichotikus zavar
  - F23.8 Egyéb akut és átmeneti pszichotikus zavar
  - F23.9 Nem meghatározott akut és átmeneti pszichotikus zavar
- F24 Indukált deluzionális rendellenességek
- F25 Schizoaffektív rendellenességek
  - F25.0 Schizoaffektív zavar mániás típusa
  - F25.1 Schizoaffektív zavar depressziós típusa
  - F25.2 Schizoaffektív zavar kevert típusa
  - F25.8 Egyéb schizoaffektív zavar
  - F25.9 Nem meghatározott schizoaffektív zavar
- F28 Egyéb nem organikus pszichotikus rendellenességek
- F29 Nem organikus pszichózis k.m.n.

## Hangulatzavarok (affektív rendellenességek) (F30-F39)
- F30 Mániás epizód
  - F30.0 Hipománia
  - F30.1 Mánia pszichotikus tünetek nélkül
  - F30.2 Mánia pszichotikus tünetekkel
  - F30.8 Egyéb mániás epizód
  - F30.9 Nem meghatározott mániás epizód
- F31 Bipoláris affektív zavar
  - F31.0 Bipoláris affektív zavar, jelenleg hipomániás epizód
  - F31.1 Bipoláris affektív zavar, jelenleg mániás epizód pszichotikus tünetek nélkül
  - F31.2 Bipoláris affektív zavar, jelenleg mániás epizód pszichotikus tünetekkel
  - F31.3 Bipoláris affektív zavar, jelenleg enyhe vagy közepes depressziós epizód
  - F31.4 Bipoláris affektív zavar, jelenlegi epizód súlyos depresszió, pszichotikus tünetek nélkül
  - F31.5 Bipoláris affektív zavar, jelenlegi epizód súlyos depresszió, pszichotikus tünetekkel
  - F31.6 Bipoláris affektív zavar, jelenleg kevert tünetek észlelhetők
  - F31.7 Bipoláris affektív zavar, jelenleg remisszióban
  - F31.8 Egyéb bipoláris affektív zavar
  - F31.9 Nem meghatározott bipoláris affektív zavar
- F32 Depressziós epizód
  - F32.0 Enyhe depressziós epizód
  - F32.1 Közepes depressziós epizód
  - F32.2 Súlyos depressziós epizód pszichotikus tünetek nélkül
  - F32.3 Súlyos depressziós epizód pszichotikus tünetekkel
  - F32.8 Egyéb depressziós epizód
  - F32.9 Nem meghatározott depressziós epizód
- F33 Ismétlődő depressziós rendellenesség
  - F33.0 Ismétlődő depresszió, jelenleg enyhe depressziós epizód
  - F33.1 Ismétlődő depresszió, jelenleg közepes depressziós epizód
  - F33.2 Ismétlődő depresszió, jelenleg súlyos depressziós epizód, pszichotikus tünetek nélkül
  - F33.3 Ismétlődő depresszió, jelenleg súlyos depressziós epizód pszichotikus tünetekkel
  - F33.4 Ismétlődő depresszió, jelenleg remisszióban
  - F33.8 Egyéb ismétlődő depresszió
  - F33.9 Nem meghatározott ismétlődő depresszió (zavar)
- F34 Perzisztáló hangulati [rendellenesség] zavar
  - F34.0 Ciklotímia
  - F34.1 Disztímia
  - F34.8 Egyéb perzisztáló (tartós) hangulatzavar
  - F34.9 Nem meghatározott perzisztáló (tartós) hangulatzavar
- F38 Egyéb hangulat- (affektív) zavarok
  - F38.0 Egyéb egyszeri hangulat- (affektív) rendellenességek
  - F38.1 Egyéb ismétlődő hangulat- (affektív) zavar
  - F38.8 Egyéb meghatározott hangulat- (affektív) zavar
- F39 Nem meghatározott hangulat- (affektív) zavar

## Neurotikus, stresszhez társuló és szomatoform rendellenességek (F40-F48)
- F40 Fóbiás szorongás rendellenességek
  - F40.0 Agorafóbia
  - F40.1 Szociális fóbia
  - F40.2 Meghatározott, körülírt fóbia (phobia simplex)
  - F40.8 Egyéb fóbiás szorongás zavar
  - F40.9 Nem meghatározott fóbiás szorongás zavar
- F41 Egyéb szorongásos rendellenességek
  - F41.0 Pánik zavar (szindróma) (epizodikus, rohamokban jelentkező szorongás)
  - F41.1 Generalizált szorongás
  - F41.2 Kevert szorongásos és depressziós zavar
  - F41.3 Egyéb kevert szorongásos zavar
  - F41.8 Egyéb meghatározott szorongásos zavar
  - F41.9 Nem meghatározott szorongás
- F42 Obszesszív-kompulzív zavar (szindróma)
  - F42.0 Elsősorban kényszergondolatok vagy rumináció
  - F42.1 Főként kompulzív cselekedetek (rögeszmés rítusok)
  - F42.2 Kevert kényszeres gondolatok és cselekedetek
  - F42.8 Egyéb obszesszív-kompulzív zavar
  - F42.9 Nem meghatározott obszesszív-kompulzív zavar
- F43 Súlyos stressz által kiváltott reakció és alkalmazkodási rendellenességek
  - F43.0 Akut stressz reakció
  - F43.1 Post-traumás stressz zavar
  - F43.2 Alkalmazkodási zavarok
  - F43.8 Súlyos stresszre adott egyéb reakció
  - F43.9 Súlyos stresszre adott nem meghatározott válasz
- F44 Disszociatív (konverziós) zavarok
  - F44.0 Disszociatív amnézia
  - F44.1 A disszociatív fuga
  - F44.2 Disszociatív stupor
  - F44.3 Transz(szerű) és megszállottsági zavarok
  - F44.4 Disszociatív mozgászavarok
  - F44.5 Disszociatív konvulziók
  - F44.6 Disszociatív anaesthesia és érzészavar (érzéskiesés)
  - F44.7 Kevert disszociatív (konverziós) zavarok
  - F44.8 Egyéb disszociatív (konverziós) zavarok
  - F44.9 Nem meghatározott disszociatív (konverziós) zavarok
- F45 Szomatoform rendellenességek
  - F45.0 Szomatizáció(s zavar)
  - F45.1 Nem differenciált szomatoform zavar
  - F45.2 Hipochondriázis
  - F45.3 Szomatoform vegetatív (autonóm) diszfunkció
  - F45.4 Állandó szomatoform fájdalom zavar
  - F45.8 Egyéb szomatoform zavarok
  - F45.9 Nem meghatározott szomatoform zavarok
- F48 Egyéb neurotikus rendellenességek
  - F48.0 Neurasthenia
  - F48.1 Deperszonalizációs-derealizációs szindróma
  - F48.8 Egyéb meghatározott neurotikus zavar
  - F48.9 Nem meghatározott neurotikus zavar

## Viselkedészavar szindrómák, fiziológiai zavarokkal és fizikai tényezőkkel társulva (F50-F59)
- F50 Evési zavarok (táplálkozási zavarok)
  - F50.0 Anorexia nervosa
  - F50.1 Atípusos anorexia nervosa
  - F50.2 Bulimia nervosa
  - F50.3 Atípusos bulimia nervosa
  - F50.4 Túl-evés, ami más pszichés zavarhoz társul
  - F50.5 Hányás, ami más pszichés zavarhoz társul
  - F50.8 Egyéb evészavar (táplálkozási zavar), ARFID
  - F50.9 Nem meghatározott evészavarok (táplálkozási zavarok)
- F51 Nem organikus alvási rendellenességek
  - F51.0 Nem-organikus insomnia
  - F51.1 Nem organikus hypersomnia
  - F51.2 Az alvás-ébrenlét ciklusának nem organikus zavarai
  - F51.3 Somnambulismus ["alvajárás"]
  - F51.4 Pavor nocturnus [Éjszakai felriadások]
  - F51.5 Incubus ("lidércnyomás")
  - F51.8 Egyéb nem organikus alvászavar
  - F51.9 Nem meghatározott nem organikus alvászavar
- F52 Szexuális diszfunkció, melyet nem szervi rendellenesség vagy betegség okozott
  - F52.0 A szexuális vágy hiánya vagy elvesztése
  - F52.1 Szexuális averzió és a szexuális kapcsolat örömtelensége
  - F52.2 A nemi szervek válaszképességének a csökkenése
  - F52.3 Orgazmuszavarok
  - F52.4 Ejaculatio praecox (korai ejakuláció)
  - F52.5 Nem organikus vaginizmus
  - F52.6 Nem organikus dyspareunia (genitális fájdalmak)
  - F52.7 Túlzott (excesszív) szexuális vágy
  - F52.8 Egyéb szexuális diszfunkció (nem organikus elváltozás okozta)
  - F52.9 Nem meghatározott szexuális diszfunkció, melyet nem organikus elváltozás, vagy betegség okozott
- F53 Mentális és viselkedészavarok a gyermekágyhoz társulva, m.n.o.
  - F53.0 Enyhe mentális és viselkedészavar, ami a puerperiumhoz társul, és máshol nem került besorolásra
  - F53.1 Súlyos mentális és viselkedészavar, ami a puerperiumhoz társul, és máshol nem került besorolásra
  - F53.8 Egyéb, máshol nem osztályozott puerperiummal társuló mentális és magatartászavar
  - F53.9 Nem meghatározott puerperiummal társuló mentális zavar
- F54 Pszichológiai tényezők és viselkedésformák, melyek máshova osztályozott rendellenességekhez vagy betegségekhez társulnak
- F55 Dependenciát nem okozó anyagok abúzusa
- F59 Nem meghatározott magatartási szindrómák, amelyek fiziológiai zavarokkal és fizikai faktorokkal társulnak

## A felnőtt személyiség és viselkedés zavarai (F60-F69)
- F60 Specifikus személyiségi rendellenességek
  - F60.0 Paranoid személyiségzavar
  - F60.1 Schizoid személyiségzavar
  - F60.2 Disszociális személyiségzavar
  - F60.3 Érzelmileg labilis személyiségzavar
  - F60.4 Hisztrionikus személyiségzavar
  - F60.5 Anankasztikus (obszesszív-kompulzív) személyiségzavar
  - F60.6 Szorongó (elkerülő, averzív) személyiségzavar
  - F60.7 Dependens személyiségzavar
  - F60.8 Egyéb specifikus (meghatározott) személyiségzavar
  - F60.9 Nem meghatározott személyiségzavar
- F61 Kevert és egyéb személyiségzavarok
- F62 Tartós személyiségváltozások, amelyek nem tulajdoníthatók agyi károsodásnak vagy betegségnek
  - F62.0 A személyiség tartós változása katasztrófa átélése után
  - F62.1 A személyiség tartós változása pszichiátriai megbetegedés után
  - F62.8 Egyéb tartós személyiségváltozás
  - F62.9 Nem meghatározott, tartós személyiségváltozás
- F63 Kóros szokások és impulzus-kontroll zavarok
  - F63.0 Kóros játékszenvedély
  - F63.1 Pyrománia
  - F63.2 Kleptománia
  - F63.3 Trichotillománia
  - F63.8 Egyéb szokás- és impulzus-kontroll zavarok
  - F63.9 Nem meghatározott szokás- és impulzus-kontroll zavarok
- F64 A nemi identitás zavarai
  - F64.0 Transzszexualizmus
  - F64.1 Kettős-szerepű (transzvesztitizmus
  - F64.2 Gyermekkori nemi identitászavar
  - F64.8 A nemi identitás egyéb zavara
  - F64.9 Nem meghatározott nemi identitászavar
- F65 A szexuális preferencia rendellenességei
  - F65.0 Fetisizmus
  - F65.1 Fetisisztikus transzvesztitizmus
  - F65.2 Exhibicionizmus
  - F65.3 Voyeurizmus
  - F65.4 Pedophilia
  - F65.5 Szado-mazochizmus
  - F65.6 A szexuális preferencia multiplex (többszörös) zavara
  - F65.8 A szexuális preferencia (beállítottság) egyéb zavara
  - F65.9 A szexuális preferencia nem meghatározott zavara
- F66 A szexuális fejlődéshez és orientációhoz társuló pszichológiai és viselkedési rendellenességek
  - F66.0 A szexuális érés zavara
  - F66.1 Ego-disztóniás szexuális orientáció
  - F66.2 A szexuális kapcsolat zavara
  - F66.8 Egyéb pszichoszexuális fejlődészavar
  - F66.9 Nem meghatározott pszichoszexuális fejlődészavar
- F68 A felnőtt személyiség és viselkedés egyéb zavarai
  - F68.0 Fizikai tünetek előidézése (elaborációja) pszichés okokból (Aggraváció)
  - F68.1 Pszichés vagy testi tünetek, vagy rokkantság szándékos előidézése vagy szimulálása, vagy erről való meggyőződés [Fakticiózus zavar]
  - F68.8 A felnőtt személyiség és viselkedés egyéb meghatározott zavara
- F69 A felnőtt személyiség és viselkedés nem meghatározott (nem specifikus) zavara

## Mentális retardáció (F70-F79)
- F70 Enyhe mentális retardáció
  - F70.0 Enyhe mentális retardáció, viselkedésromlás nincs, vagy nagyon enyhe
  - F70.1 Enyhe mentális retardáció, markáns viselkedésromlással, ami figyelmet vagy terápiát igényel
  - F70.8 Enyhe mentális retardáció, a viselkedés egyéb romlásával
  - F70.9 Enyhe mentális retardáció, viselkedésromlást nem jeleztek
- F71 Közepes mentális retardáció
  - F71.0 Közepes mentális retardáció, viselkedésromlás nincs, vagy nagyon enyhe
  - F71.1 Közepes mentális retardáció, markáns viselkedésromlással, ami figyelmet vagy terápiát igényel
  - F71.8 Közepes mentális retardáció, a viselkedés egyéb romlásával
  - F71.9 Közepes mentális retardáció, viselkedésromlást nem jeleztek
- F72 Súlyos mentális retardáció
  - F72.0 Súlyos mentális retardáció, viselkedésromlás nincs, vagy nagyon enyhe
  - F72.1 Súlyos mentális retardáció, markáns viselkedésromlással, ami figyelmet vagy terápiát igényel
  - F72.8 Súlyos mentális retardáció, a viselkedés egyéb romlásával
  - F72.9 Súlyos mentális retardáció, viselkedésromlást nem jeleztek
- F73 Igen súlyos mentális retardáció
  - F73.0 Igen súlyos mentális retardáció, viselkedésromlás nincs, vagy nagyon enyhe
  - F73.1 Igen súlyos mentális retardáció, markáns viselkedésromlással, ami figyelmet vagy terápiát igényel
  - F73.8 Igen súlyos mentális retardáció, a viselkedés egyéb romlásával
  - F73.9 Igen súlyos mentális retardáció, viselkedésromlást nem jeleztek
- F78 Máshová nem osztályozott mentális retardáció
  - F78.0 Máshová nem osztályozott mentális retardáció, viselkedésromlás nincs, vagy nagyon enyhe
  - F78.1 Máshová nem osztályozott mentális retardáció, markáns viselkedésromlással, ami figyelmet vagy terápiát igényel
  - F78.8 Máshová nem osztályozott mentális retardáció, a viselkedés egyéb romlásával
  - F78.9 Máshová nem osztályozott mentális retardáció, viselkedésromlást nem jeleztek
- F79 Mentális retardáció, k.m.n.
  - F79.0 Mentális retardáció, k.m.n., viselkedésromlás nincs, vagy nagyon enyhe
  - F79.1 Mentális retardáció, k.m.n., markáns viselkedésromlással, ami figyelmet vagy terápiát igényel
  - F79.8 Mentális retardáció, k.m.n., a viselkedés egyéb romlásával
  - F79.9 Mentális retardáció, k.m.n., viselkedésromlást nem jeleztek

## A pszichés fejlődés zavarai (F80-F89)
- F80 A beszéd és beszédnyelv specifikus fejlődési rendellenességei
  - F80.0 Az artikuláció jellegzetes zavara
  - F80.1 A kifejező (expresszív) beszéd zavara
  - F80.2 A beszédmegértés (receptív beszéd) zavara
  - F80.3 Szerzett aphasia epilepsziával (Landau–Kleffner-szindróma)
  - F80.8 Egyéb nyelvi és beszédfejlődési zavar
  - F80.9 A beszéd és a nyelv fejlődésének nem meghatározott zavara
- F81 Az iskolai teljesítmény specifikus fejlődési rendellenességei
  - F81.0 Meghatározott olvasási zavar (dyslexia)
  - F81.1 Az írás zavara (dysgraphia)
  - F81.2 Az aritmetikai készségek zavara (dyscalculia)
  - F81.3 Az iskolai készségek kevert zavara
  - F81.8 Az iskolai készségek egyéb fejlődési zavara
  - F81.9 Az iskolai készségek nem meghatározott fejlődési zavara
- F82 A motoros funkció specifikus fejlődési rendellenességei
- F83 Kevert specifikus fejlődési zavarok
- F84 Pervazív fejlődési zavarok
  - F84.0 Gyermekkori autizmus (autismus infantilis)
  - F84.1 Atípusos autizmus
  - F84.2 Rett-szindróma
  - F84.3 Egyéb gyermekkori dezintegratív zavar
  - F84.4 Mentális retardációval és sztereotip mozgászavarral társuló túlzott aktivitás
  - F84.5 Asperger szindróma
  - F84.8 Egyéb pervazív (átható) fejlődési zavar
  - F84.9 Nem meghatározott pervazív (átható) fejlődési zavar
- F88 A pszichológiai fejlődés egyéb rendellenességei
- F89 A pszichológiai fejlődés rendellenességei k.m.n.

## A viselkedés és érzelmi-hangulati élet rendszerint gyermekkorban vagy serdülőkorban jelentkező zavarai (F90-F98)
- F90 Hiperkinetikus zavarok
  - F90.0 Az aktivitás és a figyelem zavarai
  - F90.1 Hiperkinetikus magatartászavar
  - F90.8 Egyéb hiperkinetikus zavar
  - F90.9 Nem meghatározott hiperkinetikus zavar
- F91 Magatartási zavarok
  - F91.0 A családi körre korlátozódó magatartászavar
  - F91.1 Kortárscsoportba sem beilleszkedettek magatartászavara (nem szocializált magatartászavar)
  - F91.2 Kortárscsoportba beilleszkedettek magatartászavara. (szocializált magatartászavar)
  - F91.3 Nyílt (kihívó) oppozíciós zavar
  - F91.8 Egyéb magatartászavar
  - F91.9 Nem meghatározott magatartászavar
- F92 Kevert magatartási és emocionális zavarok
  - F92.0 Depressziós magatartászavar
  - F92.8 Egyéb kevert magatartás és emocionális zavar
  - F92.9 Nem meghatározott kevert emocionális és magatartászavar
- F93 Jellegzetesen gyermekkorban kezdődő emocionális zavarok
  - F93.0 Szeparációs szorongás a gyermekkorban
  - F93.1 Fóbiás szorongásos zavar gyermekkorban
  - F93.2 Szociális szorongásos zavar gyermekkorban
  - F93.3 Testvér rivalizáció (zavara)
  - F93.8 Egyéb gyermekkori emocionális zavar
  - F93.9 Nem meghatározott gyermekkori emocionális zavar
- F94 A szocializáció jellegzetesen gyermek- és serdülőkorban kezdődő zavarai
  - F94.0 Elektív mutizmus
  - F94.1 Reaktív kötődési zavar gyermekkorban
  - F94.2 Diszinhibiciós (gátlástalan) kötődési zavar gyermekkorban
  - F94.8 Egyéb gyermekkori szociális funkciózavar
  - F94.9 Nem meghatározott gyermekkori szociális funkciózavar
- F95 Tic (zavar)
  - F95.0 Átmeneti tic (zavar)
  - F95.1 Krónikus motoros vagy vokális tic (zavar)
  - F95.2 Kombinált vokális és multiplex motoros tic (zavar) [Gilles de la Tourette szindróma]
  - F95.8 Egyéb tic zavarok
  - F95.9 Nem meghatározott tic zavarok
- F98 Egyéb, rendszerint gyermek- és serdülőkorban kezdődő viselkedési és emocionális rendellenességek
  - F98.0 Nem organikus enuresis
  - F98.1 Nem organikus encopresis
  - F98.2 Csecsemő- és gyermekkori táplálási zavarok
  - F98.3 Pica csecsemő- és gyermekkorban
  - F98.4 Sztereotip mozgászavar
  - F98.5 Dadogás (psallismus, ischophonia)
  - F98.6 Hadarás (agitolalia)
  - F98.8 Egyéb, rendszerint gyermekkorban vagy serdülőkorban kezdődő meghatározott viselkedés és emocionális zavar
  - F98.9 Rendszerint gyermekkorban vagy serdülőkorban kezdődő nem meghatározott viselkedés és emocionális zavar

## Nem meghatározott mentális rendellenesség (F99)
- F99 Másként nem meghatározott mentális rendellenesség

| Sorszám | Főcsoport                                                                                                | BNO kódok |
| ------- | --- | --------- |
| 01      | BNO-10-01 – Fertőző és parazitás betegségek                                                              | A00–B99   |
| 02      | BNO-10-02 – Daganatok                                                                                    | C00–D48   |
| 03      | BNO-10-03 – A vér és a vérképző szervek betegségei és az immunrendszert érintő bizonyos rendellenességek | D50–D89   |
| 04      | BNO-10-04 – Endokrin, táplálkozási és anyagcsere betegségek                                              | E00–E90   |
| 05      | BNO-10-05 – Mentális és viselkedészavarok                                                                | F00–F99   |
| 06      | BNO-10-06 – Az idegrendszer betegségei                                                                   | G00–G99   |
| 07      | BNO-10-07 – A szem és függelékeinek betegségei                                                           | H00–H59   |
| 08      | BNO-10-08 – A fül és a csecsnyúlvány megbetegedései                                                      | H60–H95   |
| 09      | BNO-10-09 – A keringési rendszer betegségei                                                              | I00–I99   |
| 10      | BNO-10-10 – A légzőrendszer betegségei                                                                   | J00–J99   |
| 11      | BNO-10-11 – Az emésztőrendszer betegségei                                                                | K00–K93   |
| 12      | BNO-10-12 – A bőr és bőralatti szövet betegségei                                                         | L00–L99   |
| 13      | BNO-10-13 – A csont-izomrendszer és kötőszövet betegségei                                                | M00–M99   |
| 14      | BNO-10-14 – Az urogenitális rendszer megbetegedései                                                      | N00–N99   |
| 15      | BNO-10-15 – Terhesség, szülés és a gyermekágy                                                            | O00–O99   |
| 16      | BNO-10-16 – A perinatális szakban keletkező bizonyos állapotok                                           | P00–P96   |
| 17      | BNO-10-17 – Veleszületett rendellenességek, deformitások és kromoszómaabnormitások                       | Q00–Q99   |
| 18      | BNO-10-18 – Máshova nem osztályozott panaszok, tünetek és kóros klinikai és laboratóriumi leletek        | R00–R99   |
| 19      | BNO-10-19 – Sérülés, mérgezés és külső okok bizonyos egyéb következményei                                | S00–T98   |
| 20      | BNO-10-20 – A morbiditás és mortalitás külső okai                                                        | V01–Y98   |
| 21      | BNO-10-21 – Az egészségi állapotot és egészségügyi szolgálatokkal való kapcsolatot befolyásoló tényezők  | Z00–Z99   |
| (22)    | BNO-10-22 – Speciális kódok                                                                              | U00–U99   |